# 沼澤僚子
沼澤 僚子（ぬまざわ りょうこ、3月21日 - ）は、日本の女性声優。秋田県出身。

## 人物
共立女子大学文芸学部卒業。青二塾東京校22期生卒業。
所属事務所は以前は青二プロダクション。現在はフリー。
特技は中学校・高等学校教諭1種免許。

## 出演作品

### テレビアニメ
2003年
- アストロボーイ・鉄腕アトム（母親）
- 宇宙のステルヴィア（女子）

2004年
- かいけつゾロリ（ミウリー、主婦）

### OVA
- I'll/CKBC（女生徒）
- マクロス ゼロ（オペレーターA）

### ゲーム
- テイルズ オブ デスティニー

### ドラマCD
- 雨柳堂夢咄（おとき）
- いちご100%（唯の母）
- テイルズ オブ デスティニー2